# Edu Oriol
Eduard Oriol Gracia (Cambrils, Tarragona, España, 5 de noviembre de 1986), más conocido como Edu Oriol,  es un futbolista español. Juega como defensa y actualmente es entrenador del C.F. Motril de la Tercera RFEF. Su último equipo como jugador fue el Xerez DFC de la Tercera Federación.

## Trayectoria
Se inició en las categorías inferiores del C. F. Pobla de Mafumet, filial del Club Gimnàstic de Tarragona. Posteriormente jugó una temporada en la U. E. Sant Andreu para fichar por el filial del F. C. Barcelona en 2009. En junio de 2011 se desvinculó del mismo para firmar por el Real Zaragoza. Con este equipo jugó 39 partidos en la Primera División antes de probar suerte fuera de España.

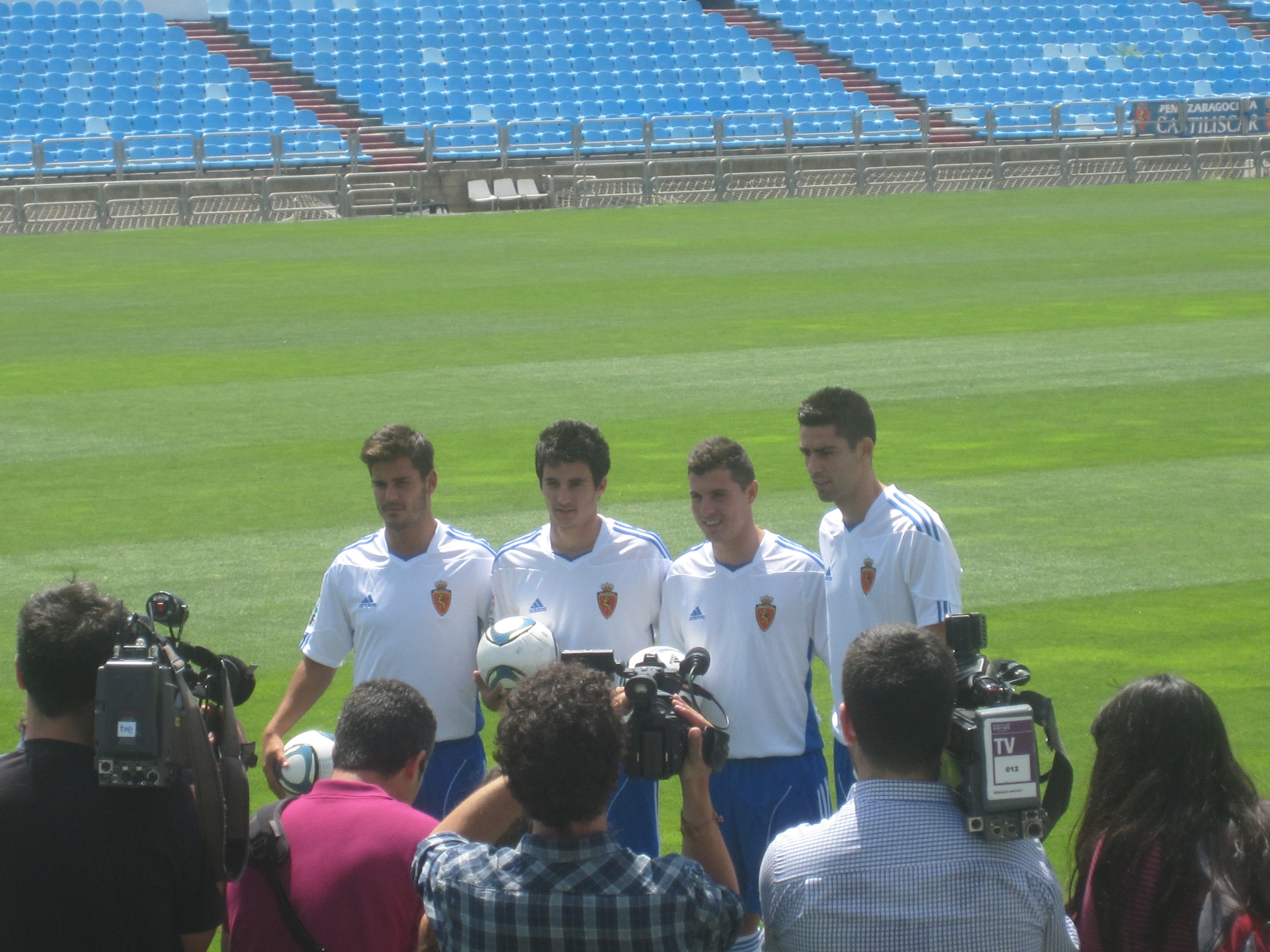
Edu Oriol (el primero por la izquierda) en su presentación en el Real Zaragoza junto con otros compañeros.

En junio de 2016 firmó con el Club Deportivo Tenerife. En noviembre del año siguiente hizo lo propio con la Unión Deportiva Ibiza.
En la temporada 2018-19 firmó por el Atlético Sanluqueño C. F. donde jugó hasta junio de 2022 y disputó cien partidos en los que anotó doce goles.
En septiembre de 2022 fichó por el C. D. Utrera en su nueva etapa en la Segunda Federación. Dejó el club el siguiente mes de enero para jugar en el UCAM Murcia Club de Fútbol.

## Clubes
| Club                      | País       | Año       |
| ------------------------- | ---------- | --------- |
| C. F. Pobla de Mafumet    | España     | 2005-2006 |
| C. F. Reus Deportiu       | España     | 2006-2007 |
| C. F. Pobla de Mafumet    | España     | 2007-2008 |
| U. E. Sant Andreu         | España     | 2008-2009 |
| F. C. Barcelona "B"       | España     | 2009-2011 |
| Real Zaragoza             | España     | 2011-2013 |
| F. K. Khazar Lankaran     | Azerbaiyán | 2013-2014 |
| A. E. L. Limassol         | Chipre     | 2014      |
| Blackpool F. C.           | Inglaterra | 2014-2015 |
| Rapid Bucarest            | Rumania    | 2015      |
| U. E. Llagostera          | España     | 2016      |
| C. D. Tenerife            | España     | 2016-2017 |
| U. D. Ibiza               | España     | 2017-2018 |
| Atlético Sanluqueño C. F. | España     | 2018-2022 |
| C. D. Utrera              | España     | 2022-2023 |
| UCAM Murcia C. F.         | España     | 2023      |
| Xerez DFC                 | España     | 2023      |

## Vida privada
Es hermano gemelo del también futbolista Joan Oriol. Su familia materna procede de Espejo (Córdoba).